# Marie Gillain
Marie Blanche Françoise Emilie Gillain (Rocourt, 18 giugno 1975) è un'attrice belga, attiva in campo cinematografico, televisivo e teatrale.

## Biografia

### Cinema
Dopo un provino - non andato a buon fine - per L'amante di Jean-Jacques Annaud, esordisce al cinema nel 1991 nel film Mio padre, che eroe!, dove interpreta la figlia di Gérard Depardieu. Nel 1995 è la protagonista del film vincitore dell'Orso d'Oro alla Berlinale, L'esca di Bertrand Tavernier. 
Tra gli altri film si segnalano Marie (1994), Il cavaliere  di Lagardère (1997)  di Philippe de Broca, Harem Suare (1999) di Ferzan Özpetek, L'enfer (2005) e Coco avant Chanel - L'amore prima del mito (2009).
Nel 1998 ha ricevuto il Premio Romy Schneider, nel 2013 e 2017 è stata candidata al Premio Magritte per la migliore attrice e nel 2014 ha ottenuto il Premio Molière per la migliore attrice per Venere in pelliccia.

### Altre attività
È anche famosa in campo pubblicitario come testimonial dei prodotti Lancôme. 
Nel 2015 ha posato senza veli per la copertina della rivista francese Lui: lo scatto ha destato scalpore in Patria, anche perché accompagnato dal controverso titolo "Putain d'actrice" ("Attrice del cazzo").

## Filmografia

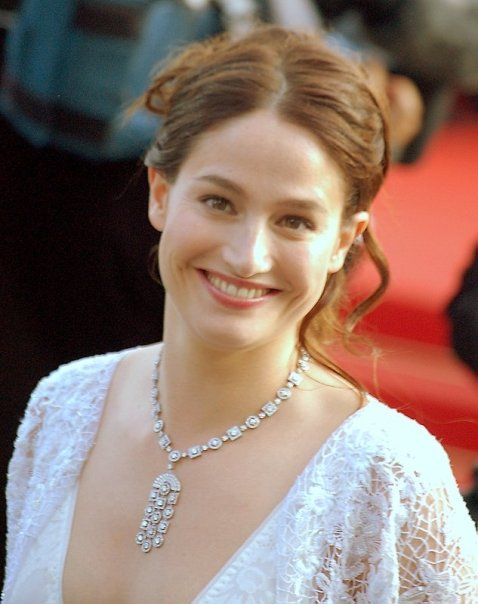
Marie Gillain al Festival di Cannes 2006

### Cinema
- Mio padre, che eroe! (Mon père, ce héros), regia di Gérard Lauzier (1991)
- Marie, regia di Marian Handwerker (1994)
- L'esca (L'Appât), regia di Bertrand Tavernier (1995)
- Le affinità elettive, regia di Paolo e Vittorio Taviani (1996)
- Il cavaliere di Lagardère (Le Bossu), regia di Philippe de Broca (1997)
- La cena, regia di Ettore Scola (1998)
- Harem Suare, regia di Ferzan Özpetek (1999)
- Absolument fabuleux, regia di Gabriel Aghion (2001)
- Laissez-passer, regia di Bertrand Tavernier (2002)
- Autoreverse (Ni pour ni contre (bien au contraire)), regia di Cédric Klapisch (2003)
- Tout le plaisir est pour moi, regia di Isabelle Broué (2004)
- L'enfer, regia di Danis Tanović (2005)
- Ma vie n'est pas une comédie romantique, regia di Marc Gibaja (2007)
- Pars vite et reviens tard, regia di Régis Wargnier (2007)
- Female agents (Femmes de l'ombre), regia di Jean-Paul Salomé (2008)
- Magique!, regia di Philippe Muyl (2008)
- Coco avant Chanel - L'amore prima del mito (Coco avant Chanel), regia di Anne Fontaine (2009)
- Tutti i nostri desideri (Toutes nos envies), regia di Philippe Lioret (2011)
- Landes, regia di François-Xavier Vives (2013)
- Valentin Valentin, regia di Pascal Thomas (2015)
- Vicky e il suo cucciolo (Mystère), regia di Denis Imbert (2022)
- Maria, regia di Jessica Palud (2024)

### Televisione
- Un homme à la mer, regia di Jacques Doillon (1993) - film TV
- La voie de Laura, serie TV (2005)

### Doppiatrice
- Il piccolo principe (Le Petit Prince), regia di Pierre-Alain Chartier (2010-2016) - serie animata

## Doppiatrici italiane
Nelle versioni in italiano delle opere in cui ha recitato, Marie Gillain è stata doppiata da:
- Stella Musy in Mio padre, che eroe, L'esca[3]
- Laura Lenghi in Autoreverse, L'enfer
- Georgia Lepore ne Il cavaliere di Lagardère
- Ilaria Stagni in Coco avant Chanel - L'amore prima del mito[4]
- Barbara De Bortoli in Tutti i nostri desideri[5]

Da doppiatrice è sostituita da:
- Laura Lenghi ne Il piccolo principe